# اللجنة البارالمبية التايلاندية
اللجنة البارالمبية التايلاندية (بالتايلاندية: คณะกรรมการพาราลิมปิกแห่งประเทศไทย) هي اللجنة الوطنية البارالمبية في تايلاند لحركة الألعاب البارالمبية، ويقع مقرها في بانكوك. تُعد منظمة غير ربحية تتولى اختيار الفرق الرياضية وجمع التبرعات لإرسال الرياضيين التايلانديين للمشاركة في الفعاليات البارالمبية التي تنظمها اللجنة البارالمبية الدولية، والألعاب البارالمبية الآسيوية التي تنظمها اللجنة البارالمبية الآسيوية، وألعاب آسيان البارالمبية التي تنظمها اتحاد رياضات آسيان البارالمبية.
تأسس المجلس في 11 يونيو 1985، وهو معترف به من قبل اللجنة البارالمبية الدولية واللجنة البارالمبية الآسيوية. ويقع المقر الرئيسي للجمعية في منطقة باثون وان، بانكوك. ويترأس الاتحاد حالياً الجنرال براويت وونغسوان.

## الحوكمة

### المجلس التنفيذي
| المنصب            | الاسم                            |
| ----------------- | -------------------------------- |
| الرئيس            | السيد تشوتينانت بهيرومبهاكدي     |
| نائبا الرئيس      | الفريق فيباس تانساتوش            |
| نائبا الرئيس      | السيد وانشاي سوراكول             |
| الأمين العام      | العقيد أوسوت باويلاي             |
| نواب الأمين العام | السيد ويسيت يونغبريدت            |
| نواب الأمين العام | العقيد أومبان ثايتاي             |
| نواب الأمين العام | السيد كيتيبونغ بوتيمو            |
| الاستشاريون       | الدكتور نات إندربانا             |
| الاستشاريون       | الدكتورة ساسيتارا بيتشايشانارونغ |
| الاستشاريون       | الفريق تشوسيلب خوناثاي           |
| الاستشاريون       | السيد كانوكفان شولاكراسايم       |
| الاستشاريون       | السيد سومبات كوروفان             |
| أمين الصندوق      | السيد مانوت ماتشايماوان          |

| المنصب  | الاسم                        |
| ------- | ---------------------------- |
| الأعضاء | السيد بيتاك بولكون           |
| الأعضاء | السيد أومنوَي كلينيو          |
| الأعضاء | السيد تشانوِت مونيكانونت      |
| الأعضاء | السيد نوبادول تشيرابونديلاك  |
| الأعضاء | السيد سوراسيت تونغشان        |
| الأعضاء | السيد أوثارِت سارينغكابايبول  |
| الأعضاء | السيد راوِن تشومبونوتانين     |
| الأعضاء | السيد بونليرتش خانابونوروكان |
| الأعضاء | السيد سومبات بيتاكبونغ       |
| الأعضاء | السيد سوراتشارت تشايسوراباب  |
| الأعضاء | السيدة سيري وان تشيرابوتيرات |
| الأعضاء | العقيد بوسيت فيونغفو         |

## الهيئات الوطنية الرياضية الأعضاء

### جمعية الرياضة لذوي الإعاقة في تايلاند
تُعدّ جمعية الرياضة لذوي الإعاقة في تايلاند (بالتايلاندية: สมาคมกีฬาคนพิการแห่งประเทศไทย) الهيئة الوطنية الحاكمة للرياضات الخاصة بذوي الإعاقة. وهي معتمدة من قبل اللجنة البارالمبية الدولية، وهي الهيئة الحاكمة العالمية لرياضات ذوي الإعاقة، وكذلك من اللجنة البارالمبية التايلاندية، ومعترف بها من قبل اللجنة الأولمبية الوطنية التايلاندية. تأسست الجمعية في 11 يونيو 1985.
يقع المقر الرئيسي للجمعية في منطقة باثون وان، بانكوك. ويترأسها حالياً العقيد أوسوت باويلاي.